# Angel McCoughtry
Angel Lajuane McCoughtry, (nascuda el 10 de setembre de 1986 a Baltimore, Maryland) és una jugadora de bàsquet estatunidenca. És jugadora de l'Atlanta Dream dintre de la Women's National Basketball Association (WNBA). Ella va acabar la seva carrera universitària a la Universitat de Louisville el 2009. Va ser seleccionada en primer lloc general per l'Atlanta Dream en el 2009 WNBA Draft i es considera com a jugadora franquícia. També va jugar a l'estranger, a Turquia, Eslovàquia, Hongria i Rússia.